# Pyrgulopsis bacchus
The Grand Wash springsnail, danh pháp khoa học Pyrgulopsis bacchus, là một loài ốc nước ngọt nhỏ, động vật thân mềm chân bụng có mài sống trong môi trường nước ngọt trong họ Hydrobiidae.
Đây là loài đặc hữu của Hoa Kỳ. Môi trường sống tự nhiên của nó là các con sông. Nó bị đe dọa do mất nơi sống.
Grand Wash là một Vườn quốc gia slot canyon in Capitol Reef which is in the State của Utah.  Lưu trữ ngày 2 tháng 10 năm 2010 tại Wayback Machine